# As I Opened Fire
As I Opened Fire (in italiano "Come ho aperto il fuoco") è un dipinto a olio e magna su tela del 1964 di Roy Lichtenstein che si trova nello Stedelijk Museum di Amsterdam e trae ispirazione dai pannelli di Jerry Grandenetti della DC Comics.
L'opera è un trittico che misura 170×430 cm e raffigura pochi secondi di una battaglia aerea ed è costituito da tre pannelli che riprendono la scena originale, modificata da Lichtenstein per migliorarne la coerenza formale. Nell'opera sono presenti sequenze successive sempre più ravvicinate delle bocche dei cannoni in azione accompagnate da un'onomatopea, che ricorda una sequenza cinematografica.
Nonostante fossero dipinti a mano, Lichtenstein desiderava che i suoi dipinti apparissero il più meccanici possibile e scelse soggetti presi dai fumetti per adolescenti e d'azione perché apprezzava la qualità impersonale delle opere prodotte da squadre di illustratori. Le somiglianze con la fonte originale sono ampie: sia per quanto riguarda il testo narrativo che il messaggio generale degli spari. Tuttavia, ha reso l'immagine più coerente riposizionando il secondo e il terzo pannello per un migliore allineamento.
Insieme a Whaam! (l'altro dei suoi monumentali dipinti di guerra), è considerato il culmine delle drammatiche opere di fumetti di guerra del Lichtenstein ma, rispetto a Whaam!, è più astratto. L'opera è considerata relativamente priva di unità nella sua progressione narrativa. La narrazione del primo fotogramma sembra non correlata alla sua grafica e gli altri fotogrammi sono ugualmente confusi: non è chiaro quali fotogrammi rappresentino un nemico o un alleato, o se l'oratore sia il nemico, un alleato o lo spettatore. In generale il lavoro è fuorviante dal "punto di vista spaziale, temporale e psicologico".